# Vite coraggiose
Vite coraggiose è una raccolta del cantante Al Bano pubblicata in Italia nel 2015. Contiene 10 canzoni tra le quali l'inedito con lo stesso titolo, scritto insieme a Fabrizio Berlincioni e Alterisio Paoletti, a sostegno dell'omonima campagna della Fondazione Bambino Gesù per aiutare la ricerca e la cura delle malattie genetiche orfane di diagnosi. L'album include anche una versione del Padre nostro che contiene una registrazione sonora della voce di Papa Francesco concessa dalla Radio Vaticana nel 2013.

## Tracce
1. Vite coraggiose (Fabrizio Berlincioni, Albano Carrisi, Alterisio Paoletti) - 3:52
2. Il mondo degli angeli (Oscar Avogadro, Romina Power, Maurizio Fabrizio) - 3:52
3. Ave Maria (Schubert) (Vito Pallavicini, Franz Schubert, Alterisio Paoletti) - 5:25
4. Ave Maria (Gounod) (Johann Sebastian Bach, Charles Gounod, Alterisio Paoletti) - 3:45
5. Padre nostro (Gregoriano) (tradizionale, Alterisio Paoletti) - 4:35
6. Il bambino non è più re (Albano Carrisi) - 3:23
7. Io ti cerco (Albano Carrisi, Romina Power) - 3:59
8. Caro Gesù (Albano Carrisi, Romina Power) - 4:02
9. Padre nostro (con la voce di Papa Francesco) (Antonio Labriola, Stefano Govoni, Albano Carrisi) - tratto dal musical "Il Primo Papa - la libertà di essere uomo" - 2:16
10. Canto alla gioia (Ludwig van Beethoven, Andrea Lo Vecchio)